# Szlak Ornitologów

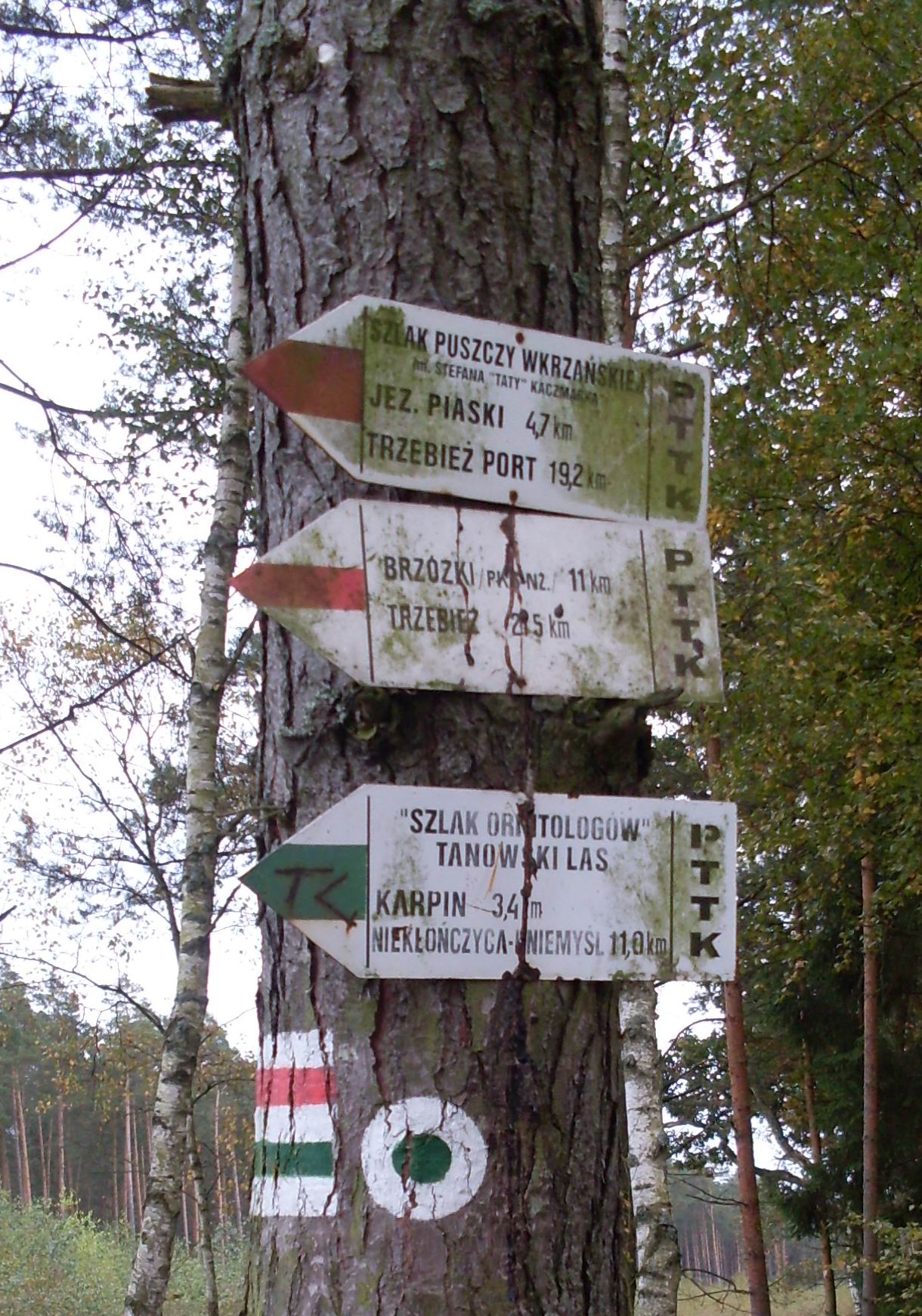
Szlak Ornitologów

Szlak Ornitologów –  zielony pieszy szlak turystyczny w gminie Police. Szlak prowadzi przez środkową i wschodnią część Puszczy Wkrzańskiej. Łączy  Szlak Puszczy Wkrzańskiej im. Stefana „Taty” Kaczmarka z wsią Uniemyśl, prowadząc kolejno przez Karpin i Drogoradz.